# Luxemburger Weinkönigin
Die Luxemburger Weinkönigin (luxemburgisch Lëtzebuerger Wäikinnigin, französisch Reine du vin luxembourgeois) repräsentiert die Weine und den Weinbau in Luxemburg. Sie wird alljährlich am zweiten Septemberwochenende auf dem Trauben- und Weinfest in Grevenmacher gekrönt. Dieses Fest wird seit 1950 gefeiert (luxemburgisch Drauwen- a Wäifest, französisch Fête du Raisin et du Vin).
Eine Besonderheit ist, dass die Luxemburger Weinkönigin vor ihrer Krönung in der Regel eine vierjährige „Lehrzeit“ als Weinprinzessin an der Seite ihrer königlichen Vorgängerinnen absolviert.

## Bisherige Weinköniginnen
- 1950/51: Liette Guill
- 1951/52: Julie Modert
- 1952/53: Elsy Thewes
- 1953/54: Lucie Franssens
- 1954/55: Jeanny Bruch
- 1955/56: Elsy Kesternich
- 1956/57: Rina Stoos
- 1957/58: Jeanne Riehl
- 1958/59: Juliette Feipel
- 1959/60: Marie-Therèse Urwald
- 1960/61: Monique Fohl
- 1961/62: Mariette Befort
- 1962/63: Marie-Paule Weyer
- 1963/64: Nicole Urwald
- 1964/65: Cécile Clemens
- 1965/66: Anita Bastian
- 1966/67: Denise Wagner
- 1967/68: Ghislaine Krier
- 1968/69: Andrée Steffen
- 1969/70: Marianne Thewes
- 1970/71: Mariette Steffen
- 1971/72: Henriette Steffen
- 1972/73: Christine Kieffer
- 1973/74: Marthe Streng
- 1974/75: Karin Braun
- 1975/76: Rita Gillen
- 1976/77: Patricia Schons
- 1977/78: Lydie Speller
- 1978/79: Nicole Muller
- 1979/80: Monique Buschmann
- 1980/81: Marga Sertznig
- 1981/82: Marie-Jeanne Weyer
- 1982/83: Elisabeth Felten
- 1983/84: Malou Erschens
- 1984/85: Elisabeth Braun
- 1985/86: Martine Loos
- 1986/87: Nicole Gillen
- 1987/88: Martine Kohn
- 1988/89: Michèle Wolsfeld
- 1989/90: Martine Welter
- 1990/91: Danielle Braun
- 1991/92: Nathalie Rippinger
- 1992/93: Florence Frieden
- 1993/94: Isabelle Kirer
- 1994/95: Sonja Stemper
- 1995/96: Christiane Urwald
- 1996/97: Josiane Gloden
- 1997/98: Manon Lamy
- 1998/99: Caroline Weis
- 1999/00: Ivana Passeri
- 2000/01: Emmanuelle Wener
- 2001/02: Carole Clemens
- 2002/03: Claudine Weber
- 2003/04: Martine Streng
- 2004/05: Tess Burton
- 2005/06: Claire Pierret
- 2006/07: Josiane Bastian
- 2007/08: Aline Stoltz
- 2008/09: Carole Bastian
- 2009/10: Claire Beffort[3]
- 2010/11: Alexandra Ley[4]
- 2011/12: Anne Haas
- 2012/13: Lynn Mantz
- 2013/14: Claire Sertznig[5]
- 2014/15: Muriel Schu, Grevenmacher
- 2015/16: Roxann Hoffmann
- 2016/17: Aline Bruck
- 2017/18: Jana Steinbach[6]
- 2018/19: Sophie Schons[7]
- 2019/20: Jessica Bastian
- 2021/22: Lee Risch
- 2022/23: Zoe Schoeben
- 2023/24: Loredana Belli